# ＃ユメトモの舞ツアー2015秋
『#ユメトモの舞ツアー2015秋』（ユメトモのまいツアーにせんじゅうごあき）は、日本のアイドルグループ・夢みるアドレセンスの映像作品。DVD+CDとBlu-ray+CDで発売。

## 概要
11月15日の最終日のメルパルクホールでは昼・夜公演を行い、本作はその夜公演を映像パッケージ化。特典として当日のバックステージ映像も収録。

## 収録内容
1. Opening
2. Bye Bye My Days
メジャーデビュー曲。
3. ステルス部会25:00
4. マワルセカイ
5. 秘密
6. DATE COUNT FIVE
7. シャークガール’99
京佳のソロ曲。
8. OVERFLOW
小林れいのソロ曲。
9. Butterfly Effect
志田友美のソロ曲。
10. トーキョー・デリシャス・ランデブー
リーダー荻野可鈴のソロ曲。
11. ぴよぴよあかちゃむサンド
山田朱莉のソロ曲
12. 小さなストーリー
フジテレビ「南くんの恋人～my little lover」挿入歌
13. くらっちゅサマー
KFCクラッシャーズキャンペーン・ソング
14. キャンディちゃん
15. ひまわりハート
16. 17:30のアニメ
17. 舞いジェネ！
18. サマーヌード・アドレセンス
19. Hi! Summer Dreamer